# Kalksteen van Vijlen

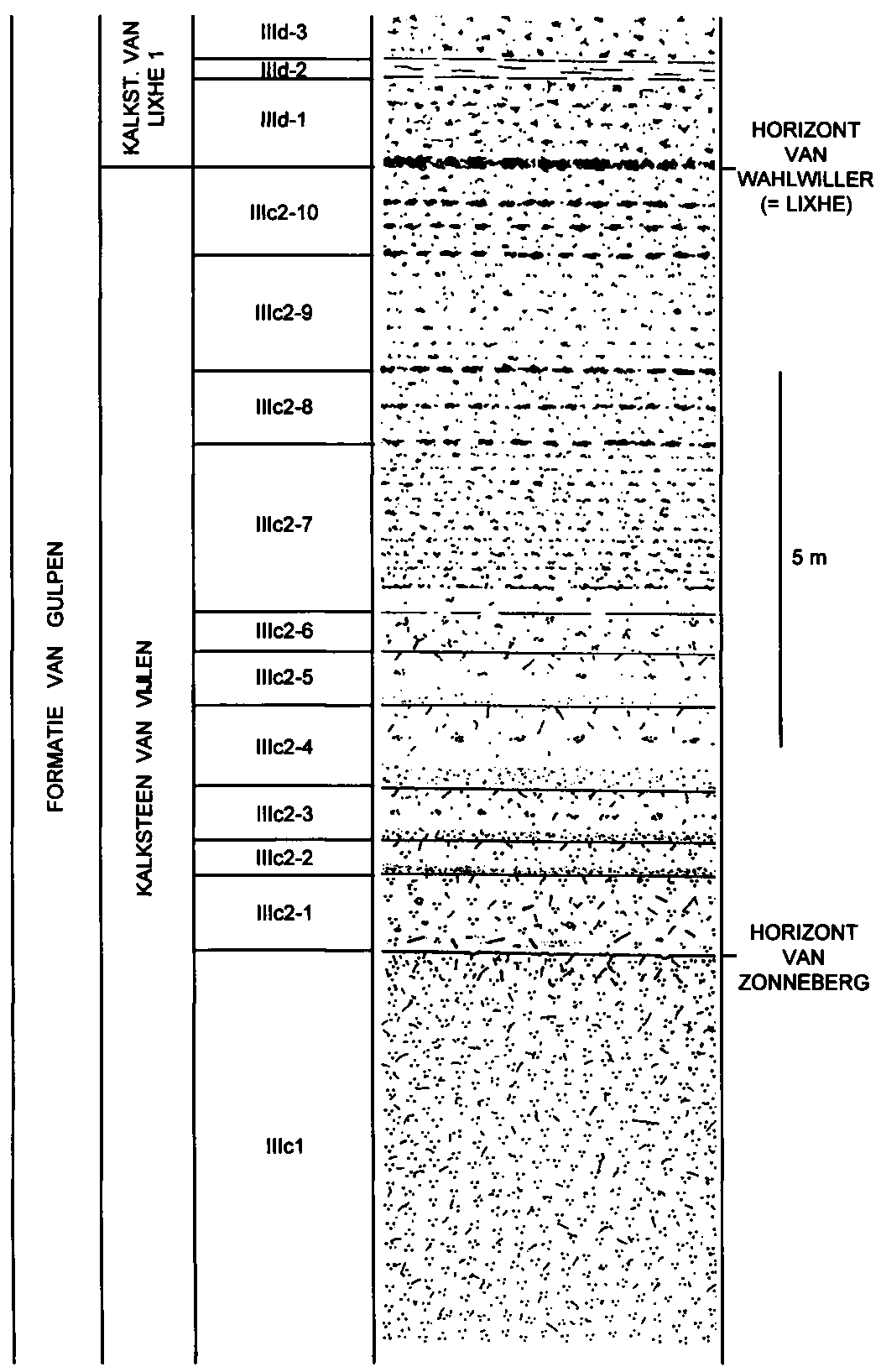
Lithologisch profiel van de Kalksteen van Vijlen in de ENCI-groeve

De Kalksteen van Vijlen of Kalksteen van Vylen is een serie gesteentelagen in de ondergrond van Nederlands Zuid-Limburg. De Kalksteen van Vijlen is onderdeel van de Formatie van Gulpen en stamt uit het Krijt (het Maastrichtien, ongeveer 68 miljoen jaar geleden).
De kalksteen is vernoemd naar Vijlen.

## Stratigrafie
Normaal gesproken ligt de Kalksteen van Vijlen boven op de oudere Kalksteen van Beutenaken en onder de jongere Kalksteen van Lixhe 1, beide Formatie van Gulpen. Tussen de kalksteenlagen Lixhe en Vijlen bevindt zich de Horizont van Wahlwiller. Tussen de kalksteenlagen Vijlen en Beutenaken bevindt zich de Horizont van Bovenste Bosch. Het kalksteenpakket wordt door de Horizont van Zonneberg in twee delen gesplitst.

## Gebied en gebruik
Het gebied waar de Kalksteen van Vijlen dagzoomt ligt in het zuiden van Zuid-Limburg en wordt aan de noordkant begrensd door de lijn Aken - Wijlre - Gulpen - Mheer - 's-Gravenvoeren - Kanne. Daarnaast zit deze kalksteen ook in de diepere bodem ten noorden van deze lijn, maar ten zuiden de Schin op Geulbreuk (de lijn Aken - Elsloo).
De Kalksteen van Vijlen is bijvoorbeeld te vinden in de holle weg van Mamelis naar Bocholtzerheide.
De kalksteen van deze laag is in het gebied tussen Gulpen en Vaals gebruikt als bouwmateriaal, waaronder voor de kerk van Holset, de H.H. Lambertus en Genovevakerk.
Vanaf 1875 werd de Kalksteen van Vijlen in de Aachen-Vijlener Portland Cement Werk op de Vijlenberg in Vijlen gebruikt om cement mee te produceren. De groeve waar de kalksteen gewonnen werd, lag eerst op het terrein van de fabriek en later in een ondergrondse groeve en dagbouwgroeve. In 1899 opende men een tweede fabriek in Vijlen nabij de Lombergbeek, de Nederlandsche Portland-Cementfabriek, en vandaar uit groef men een tunnel naar de andere ondergrondse groeve.
Ook in de ENCI-groeve, Groeve Dierkx, Groeve CBR, Groeve Kreco en de Groeve Habets werd de Kalksteen van Vijlen gewonnen.

## Kalksteen
De Kalksteen van Vijlen is zeer tot matig fijnkorrelig en is licht tot donker groengrijs van kleur. In de laag zit mogelijk vuursteen. De laag bestaat uit twee delen. Het onderste deel is het oudste deel en heeft een dikte van 25 tot 28 meter. Dit deel bevat kalksteen dat rijk is aan glauconiet, maar waar weinig vuursteen in zit. Het bovenste deel is het jongste deel en heeft een dikte van zes tot acht meter. Dit deel bevat groengrijs glauconiethoudend kalksteen dat voor ongeveer 10% uit vuursteen bestaat. De Kalksteen van Vijlen kan op plekken soms wel 40 meter dik zijn.
De Kalksteen van Vijlen is zeer rijk aan belemnieten, waarvan alleen het achterste deel van de inwendige schelp terug gevonden wordt. Een ontsluiting waar veel van deze belemnieten aangetroffen worden, wordt een belemnietenkerkhof genoemd.
De typelocatie van de Kalksteen van Vijlen is boring bij Mamelis en een holle weg (Mameliser Mühlenweg) op de landsgrens vanuit Mamelis in noordelijke richting.

## Zie ook

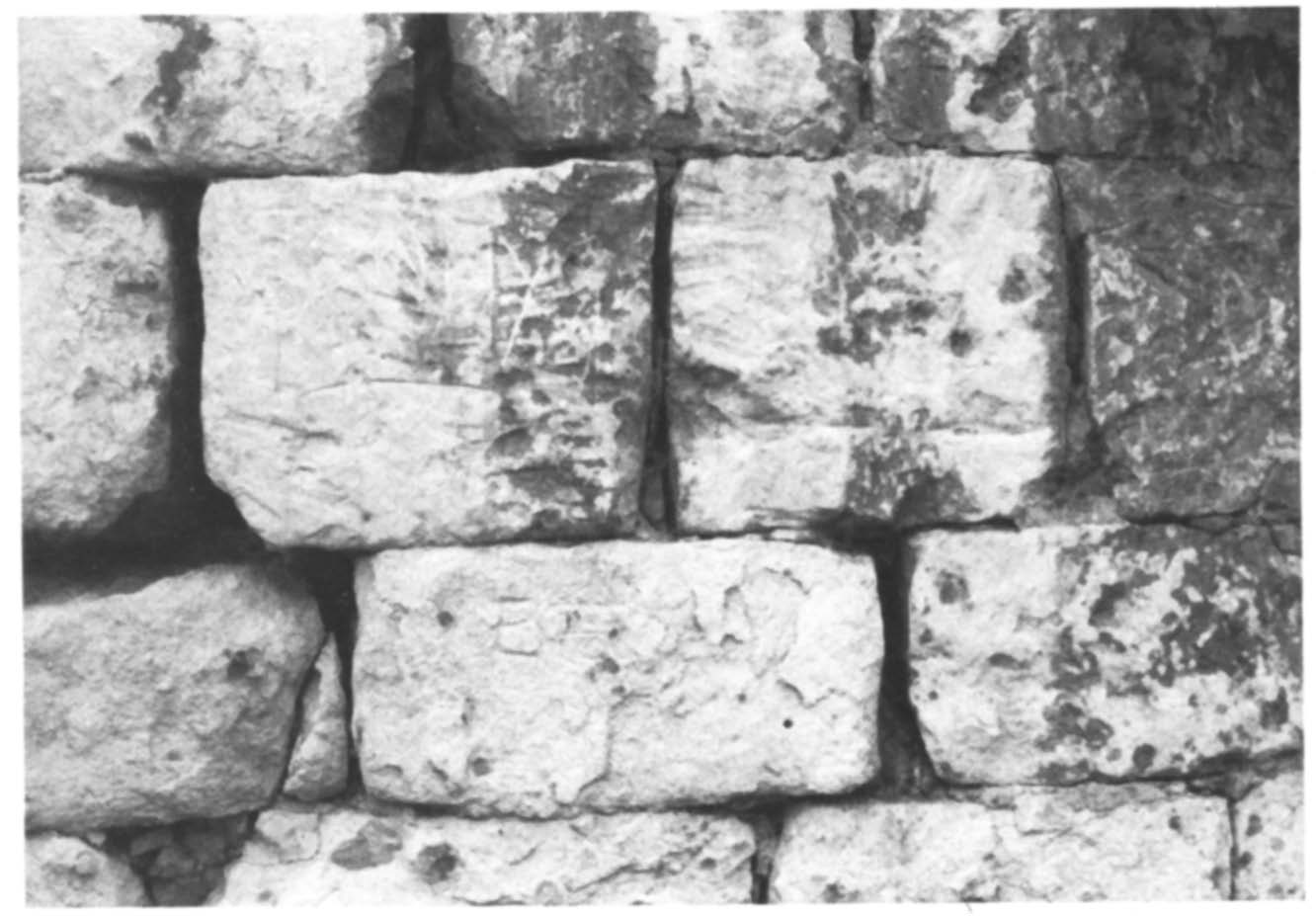
Kalksteen van Vijlen als bouwsteen (Panhuis in Vijlen)
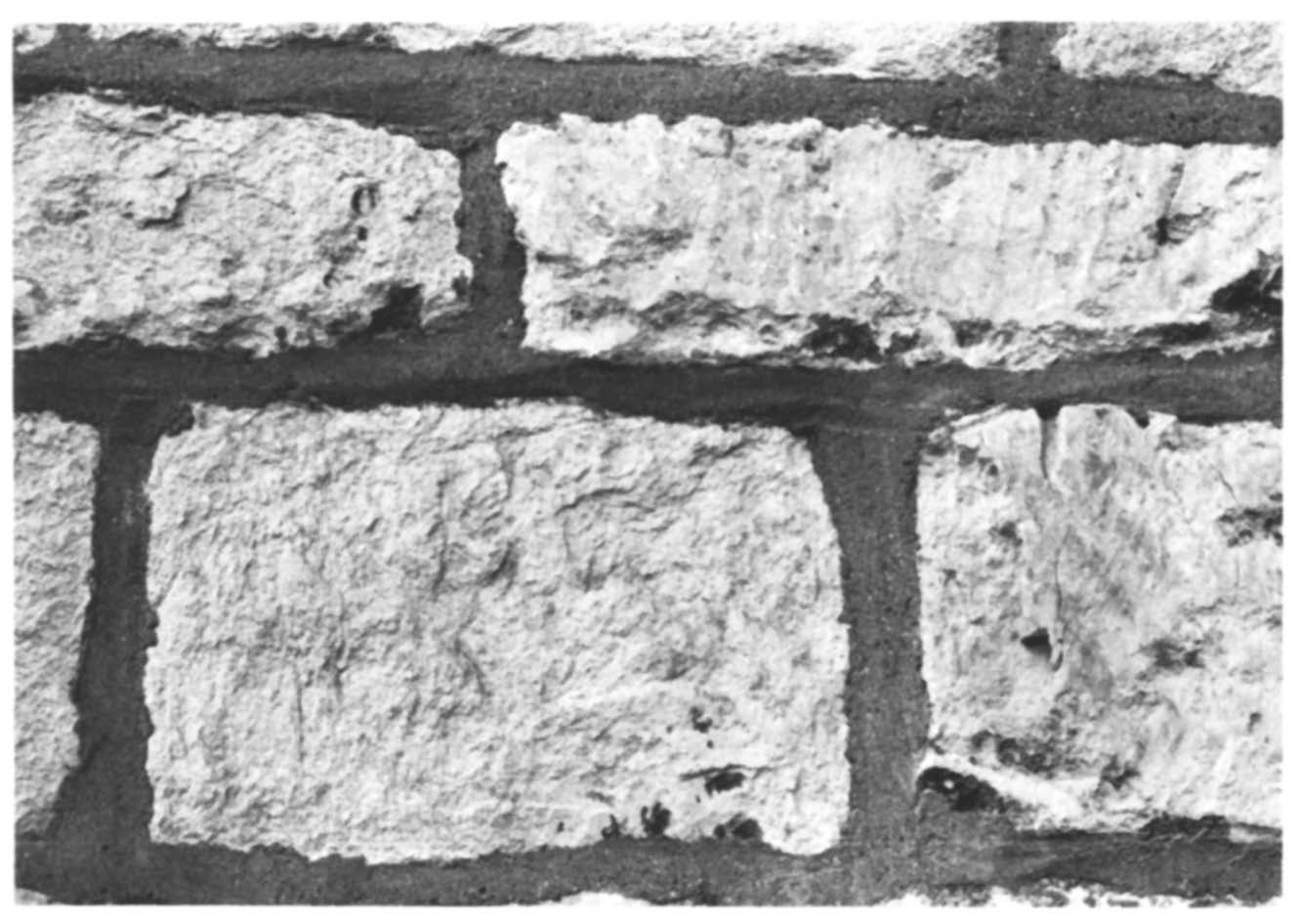
Kalksteen van Vijlen als bouwsteen (kerk van Holset)
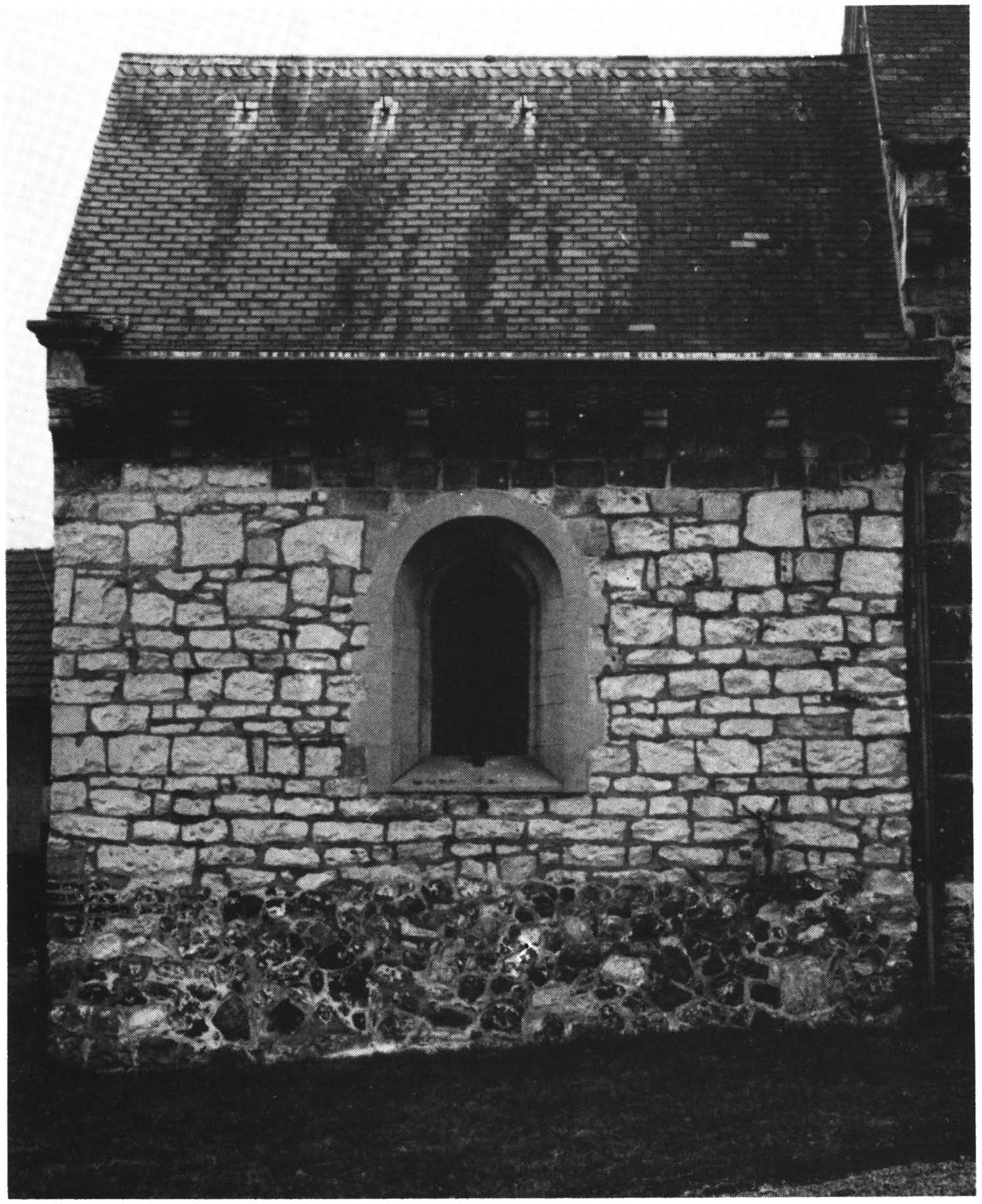
De bouwsteen gebruikt voor de sacristie van de kerk van Holset
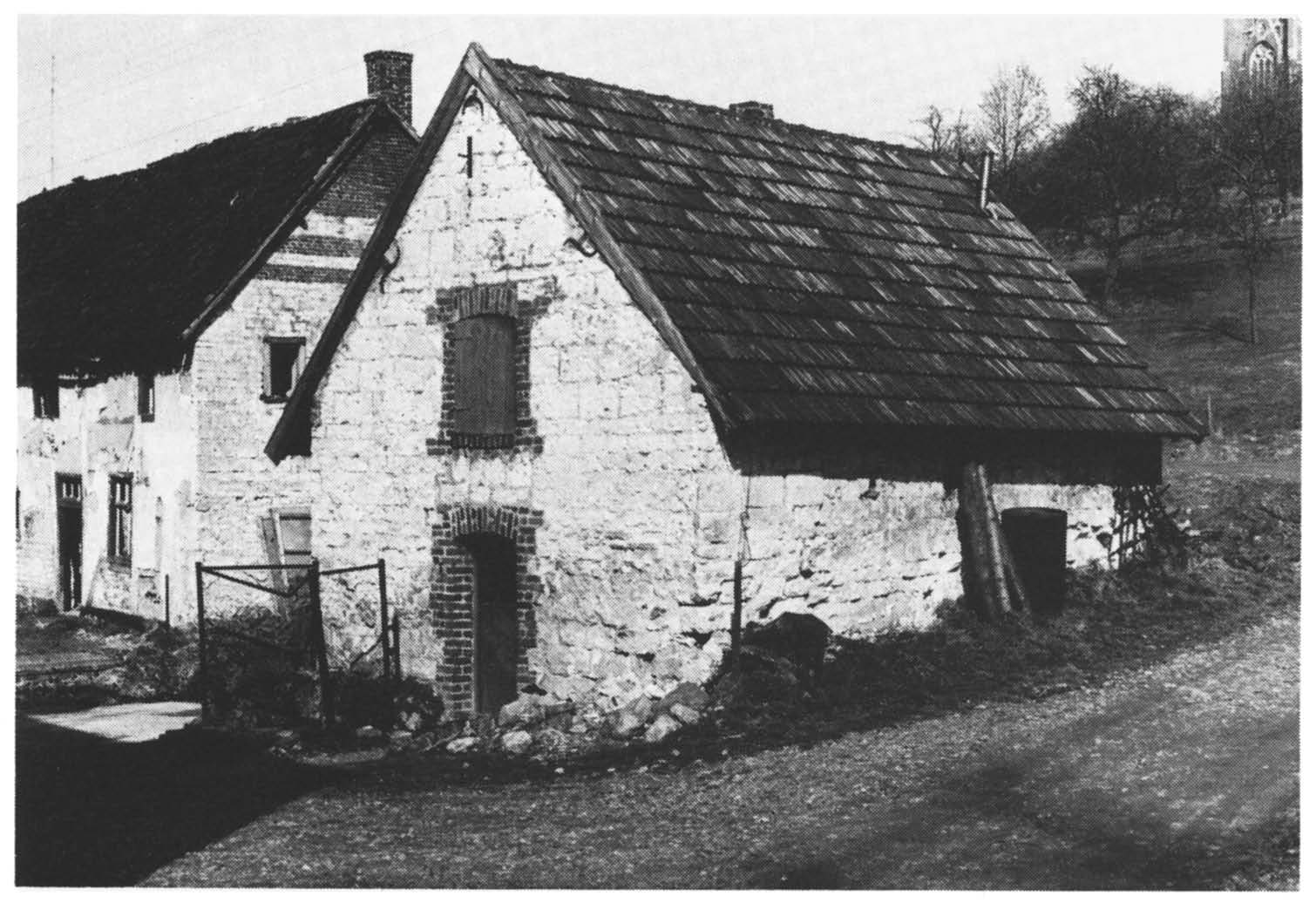
De bouwsteen gebruikt in Panhuis in Vijlen